# Монети Венеційської республіки

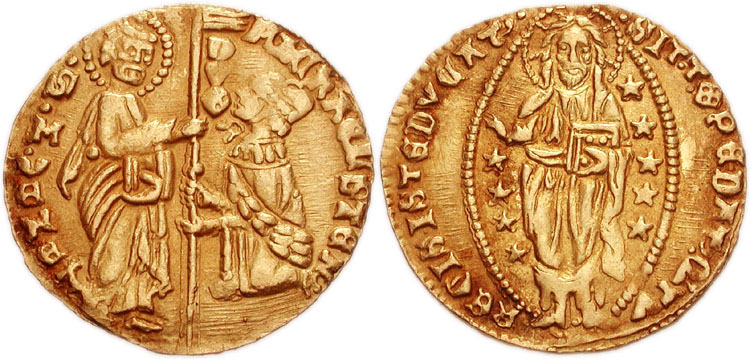
Дукат Мікеле Стено (1400—1413).

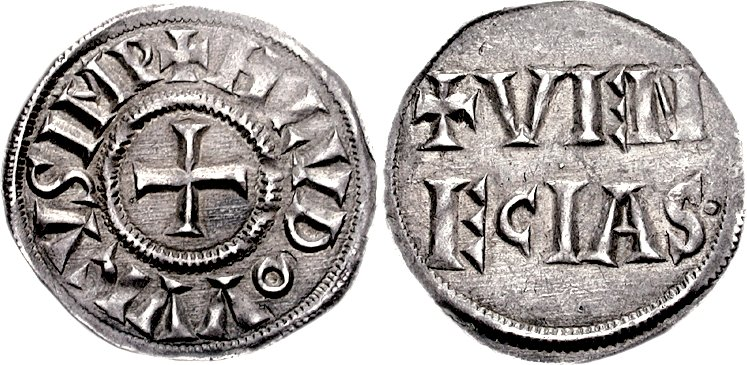
Денарій Людовика Благочестивого (карбування 819—822).

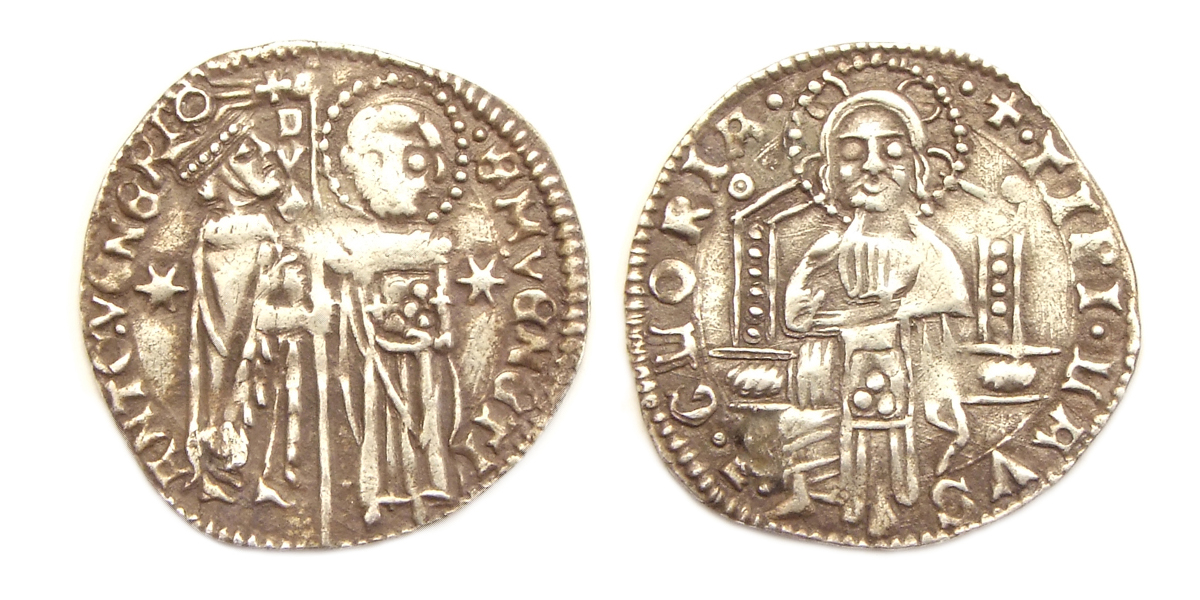
Срібний гроссо дожа Антоніо Веньє(1382—1400).

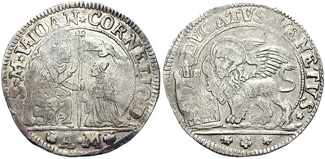
Срібний дукат дожа Джованні II Корнаро.

Монети Венеційської республіки — монети, що карбувались монетним двором Венеційської республіки з кінця XII століття до 1866 року.
Починаючи з XVI століття, монети виготовлялися в будівлі монетного двору Дзекка, неподалік від Палацу Дожів.

## Історія
До XII століття венеційці не мали власних грошей та обмежувалися виробництвом незначної кількості монет типу каролінзьких денаріїв за дозволом королів Італії чи/та імператорів Священної Римської імперії, переважно для внутрішнього використання. Натомість для торгівлі використовувались монети інших держав. Відтак для малих транзакцій у вжитку були імперські веронські денарії, а для великих — візантійські монети та монети Єрусалимського королівства хрестоносців. Для торгівлі з мусульманськими країнами часто використовувались місцеві золоті динари.
Однак, у XII столітті коли Візантія піддавалася постійним нападам з боку османів і потребувала грошей для оборони, відбулася значна девальвація візантійської валюти. Це в свою чергу підштовхнуло венеційців запровадити свої гроші, які б були повністю під контролем республіки та не залежали від зовнішніх чинників.
В період між 1193 і 1202 роками за наказом дожа Енріко Дандоло Венеційська республіка випустила повністю оновлену венеційську валюту. Старі венеційські срібні денарії, які не набули широкого вжитку та використовувалися переважно для внутрішньої торгівлі, було доповнено двома новими: квартаролло та гроссо. У 1284 році до них ще було додано золотий дукат.
Дукат згодом став відомий як цехін. На аверсі він мав зображення дожа, який отримує штандарт від Святого Марка, та зображення Христа на реверсі. Це єдина венеційська монета, що залишалася незмінною від першого випуску в 1284 році до останнього дня республіки у 1796 році.
Дукати набули широкого вжитку не лише у Венеції, а й за її межами. Відтак, починаючи з XV століття монетним двором республіки щорічно викарбовувалося близько двох мільйонів монет цього номіналу. Невпинне карбування продовжувалося навіть за габсбурського правління та закінчилося у 1870 році з утворенням об'єднаного Королівства Італії.

## Монетний двір
До масового виробництва монет у XII столітті монетний двір розташовувався у декількох локаціях. З IX століття до 1112 року він знаходився у парафії Сан-Бартоломео, навпроти ринку Ріальто.
З 1277 року, коли роботу монетного двору було відновлено, його було перенесено на площу Сан-Марко.
З середини XVI століття монетний двір республіки було перенесено у спеціально побудований Палаццо делла Дзекка, де карбування продовжувалося до останнього дня існування Венеції.

## Монети
Основні монети, викарбувані під час Венеційської республіки, включають:
- гроссо — вперше викарбуваний між 1193 і 1202 роками; був однією із перших торгових монет західної Європи. Він мав 2.2 г ваги та виготовлявся з найчистішого на той час срібла (98.5 % чистоти).[3]
- квартароло — дрібна мідна монета вартістю 1/4 денаро. Виготовлялася з 1192 до 1328 р та використовувался для дрібних побутових операцій.
- дукат — золота монета найвищого гатунку (24 карат). Карбувавалася з 1284 року та була еквівалентом флорентійського флорину.
- сольдо — срібна монета викарбувана в період правління дожа Франческо Дандоло (1328—1339) і дожа Джованні Граденіго (1355—1356).
- ліра — срібна монета карбована з 1472 року.
- giustina — назва різних типів срібних монет, викарбуваних за дожа Альвіза II Моченіго в 1572 році. Giustina minore була викарбувана за правління Паскуале Чіконья.
- скудо — монета яку карбували зі срібла та золота із зображенням символа міста. Золотий скудо був викарбуваний вперше в 16 столітті і важив приблизно 3,40 г. У ті часи багато візних італійських держав мали своє скудо. У Венеції, починаючи з 1578 року, ця монета замінила срібну венеційську ліру.
- газетта — дрібна срібна (XVI ст.) та мідна (XVII—XIX ст.) монета вартістю 2 солді. Переважно була в обігу в морських колоніях Венеції (в Далмації, Істріяї, Мореі, на грецьких островах та інших).[5]
- талер — срібна монета викарбована за часів правління дожа Людовіка Маніна у 1789—1797 рр.[6]
- osella — пам'ятна монета, яку з 1521 року дож щорічно дарував сім'ям венеційського нобілітету. Ця традиція тривала до 1797 року.[7]

## Контролюючі органи[8]
Карбування монет ретельно контролівалося різними органами у різні часи існування ркспубліки.
З XIII століття нагляд за монетним двором та якістю монет було покладено на Кварантію, яка також функціонувала як судовий орган та опікувалася фінансами республіки.
Після створення у XIV столітті Ради десяти окрім інших повноважень вона виконувала контролюючу функцію та нагляд за випуском венеційської валюти.
Починаючи з XVI століття контроль за виробництвом монет було розділено між низкою адміністративних посад, створених у різні часові проміжки:
- губернатор монетного двору керував монетним двором (з 1522 р.)
- депозитарій відповідав за державну та приватні скарбниці, які знаходилися на території монетного двору (з 1543 р.)
- наглядачу за золотом та монетами було доручено контролювати ціну на золото та вартість монет (з 1551 р.)
- інквізитор працював в юрисдикції вищезгаданого наглядача за золотом та монетами та наглядав за курсом національної та іноземних валют (1687 р.)
- наглядач за золотом та сріблом відповідав за курс срібла (XVII ст.)
- адміністратор депозитарію перевіряв чи карбування відбувалося згідно норм закону
- массар з нагляду за золотом та сріблом виконував оцінку кількості дорогоцінного матеріалу, що зберігалася на монетному дворі (з 1269 р.)
- скарбники
- бугалтери